# Cymodusa santoshae
Cymodusa santoshae är en stekelart som beskrevs av Gupta 1974. Cymodusa santoshae ingår i släktet Cymodusa och familjen brokparasitsteklar. Inga underarter finns listade i Catalogue of Life.